# Copa Báltica 2003
La Copa Báltica 2003 (en estonio, Balti turniir 2003; en letón, Baltijas Kauss 2003; en lituano, 2003 m. Baltijos taurė) fue la XX edición de la competición amistosa, que se llevó a cabo en Estonia. Fue disputada por los seleccionados de Estonia, Letonia y Lituania entre los días 3 y 5 de julio.
La selección de Letonia, defensora del título, logró el bicampeonato tras lograr cuatro de los seis puntos en juego.

## Formato
Las tres selecciones se enfrentaron entre sí en un sistema de liguilla a una sola rueda. La selección con mayor cantidad de puntos obtenidos al finalizar el torneo se consagró campeona.

## Posiciones
| Selección | Pts | PJ | PG | PE | PP | GF | GC | Dif |
| --------- | --- | -- | -- | -- | -- | -- | -- | --- |
| Letonia   | 4   | 2  | 1  | 1  | 0  | 2  | 1  | 1   |
| Lituania  | 2   | 2  | 1  | 0  | 1  | 6  | 3  | 3   |
| Estonia   | 1   | 2  | 0  | 1  | 1  | 1  | 5  | -4  |

## Resultados
| 3 de julio de 2003 | Estonia   | 1:5 (1:2) | Lituania                                                                             | Estadio de la Ciudad de Valga, Valga                         |                                                              |
|                    | Sirel 57' |           | Morinas 39' · D. Česnauskis 45' · Velička 72' · Bezykornovas 84' · E. Česnauskis 90' | Asistencia: 1.500 espectadores Árbitro(s): Martin Ingvarsson | Asistencia: 1.500 espectadores Árbitro(s): Martin Ingvarsson |

| 4 de julio de 2003 | Lituania        | 1:2 (0:2) | Letonia                  | Estadio de la Ciudad de Valga, Valga                      |                                                           |
|                    | Tamošauskas 73' |           | Laizāns 28' · Rubins 32' | Asistencia: 500 espectadores Árbitro(s): Peter Fröjdfeldt | Asistencia: 500 espectadores Árbitro(s): Peter Fröjdfeldt |

| 5 de julio de 2003 | Estonia | 0:0 | Letonia | A. Le Coq Arena, Tallin                                      |  |
|                    |         |     |         | Asistencia: 1.000 espectadores Árbitro(s): Martin Ingvarsson |  |

| Campeón Letonia 9.no título |